# Deißlingen
Deißlingen är en kommun och ort i Landkreis Rottweil i regionen Schwarzwald-Baar-Heuberg i Regierungsbezirk Freiburg i förbundslandet Baden-Württemberg i Tyskland.
Kommunen ingår i kommunalförbundet Rottweil tillsammans med staden Rottweil och kommunerna Dietingen, Wellendingen och Zimmern ob Rottweil.